# Kanato ávaro
El kanato ávaro fue un estado fundado en la región de la cuenca de Panonia en 567 por los ávaros, un pueblo nómada de orígenes y afiliación etnolingüística inciertas. A medida que el kanato Köktürk se expandió hacia el oeste, Bayan Jagan llevó a un grupo de ávaros y búlgaros fuera de su alcance, asentándose finalmente alrededor de 568 en lo que antes había sido la provincia romana de Panonia.

## Historia

### Llegada a Europa
Los ávaros son mencionados por vez primera al norte del Cáucaso en 555 por fuentes sirias (el pseudo Zacarias Escolástico). Instalados en el Volga, enviaron una embajada dirigida por Candij al general bizantino Justino en Lázica en 557, por intermediación de Saros, rey de los alanos del Cáucaso. El emperador Justiniano I invitó a la embajada a Constantinopla, adonde llegó en enero de 558. Con la autorización del Senado, el emperador encargó a los ávaros someter a los nómadas de la estepa póntica (actual Ucrania), gentes ingobernables como los cutriguros, utiguros, antes, sabires, zales y otros, a cambio de un pago en oro y de obtener tierras para instalarse en el Bajo Danubio.
Alrededor de 560, los ávaros hicieron vasallos a los utiguros y cutriguros, que nomadeaban al noroeste del mar de Azov y la desembocadura del río Don. Controlaban las estepas desde el norte del mar Negro y alcanzaron el Danubio inferior en 562. Enviaron una nueva embajada a Justiniano, pidiendo las tierras al sur del río (la región de Mesia), ricas tierras de pastoreo. El emperador les pagó y les ofreció ocupar el territorio de los hérulos, en Panonia Superior, pero no se mostraron interesados y lanzaron entonces campañas al noroeste, contra las tribus eslavas (antes, wendos y eslovenos), al oeste (donde entraron en Germania, pero fueron derrotados en Ratisbona por el rey franco de Austrasia Sigeberto I en 562) y hacia el mar Negro (donde arrasaron Escitia Menor, lo que les enfrentó con el Imperio bizantino, ya que se trataba de una provincia). En el momento en que llegaron a los Balcanes, los ávaros formaban un grupo heterogéneo de cerca de 20 000 hombres a caballo.
Después de la muerte de Justiniano, una embajada ávara volvió a ser recibida por el emperador bizantino Justino II en 565. El enviado de los ávaros, Targités, reclamó Sirmium y el pago previamente acordado por utiguros y cutriguros, entonces vasallos de los ávaros. Justino rehusó, y para prevenir el ataque de los ávaros, usó sus contactos e invitó a los turcos occidentales a que cruzaran el Volga, congelado en el invierno de 566 a 567, con la intención de que los sometiesen. El autoproclamado jagan ávaro, Bayan, amenazado por el este, volvió su atención a la llanura de los Cárpatos y a las defensas naturales que proporcionaba. En otra expedición de pillaje que saqueó hasta las orillas del río Elba en 566-567 derrotó a Sigeberto que fue capturado y luego puesto en libertad a cambio de un rescate. Sin embargo, la cuenca de los Cárpatos estaba entonces ocupada por los gépidos. En 567, los ávaros firmaron una alianza con Alboino, rey de los lombardos —enemigos de los gépidos—, y juntos destruyeron gran parte del reino gépido. Los ávaros persuadieron entonces a los lombardos para que se desplazasen al norte de la península itálica (donde fundaron el reino lombardo, 568-774), una invasión que marcó el último movimiento de masas germánico en el período de las grandes migraciones.[cita requerida]
Después de la partida de los lombardos a Italia en la primavera de 568, Bayan ocupó la parte occidental de la cuenca de los Cárpatos y toda la región del Danubio medio. Según el historiador Menandro Protector, Bayan comandó un ejército de 10 000 búlgaros kutrigures y saqueó Dalmacia en 568, cortando efectivamente el enlace terrestre bizantino con el norte de Italia y Europa occidental. Ejerció así el control de la estepa desde el Volga hasta el Danubio y de las poblaciones locales, como eslavos, valacos y búlgaros, explotando a la población rural sedentaria. Los ávaros avanzaron hasta Baviera y multiplicaron las incursiones de saqueo en el mundo germánico, a menudo como mercenarios de soberanos de Europa Occidental y meridional. 
En 569, reclamaron de nuevo al Imperio bizantino la posesión de Sirmio en Panonia y el tributo. Ante la negativa de los bizantinos, enviaron a sus aliados kutrigures a devastar la Dalmacia por el río Sava y obtuvieron en 571 en un tratado las tierras de los gépidos excepto Sirmium.
Continuando con su exitosa política de enfrentar a los diversos pueblos bárbaros unos contra otros, los bizantinos persuadieron a los ávaros para que atacasen a los eslavones en Escitia Menor; su tierra era rica en productos y nunca había sido conquistada antes. Después de devastar gran parte de las tierras de los eslavones, los ávaros regresaron a Panonia después de que muchos de los sometidos por el jagan desertasen al Imperio bizantino. Hacia el año 600, los ávaros ya habían establecido un imperio nómada gobernando sobre una multitud de pueblos, un imperio que se extendía desde la actual Austria, en el oeste, hasta la estepa póntico-caspiana, en el este.[cita requerida]

### Período ávaro temprano (580-670)

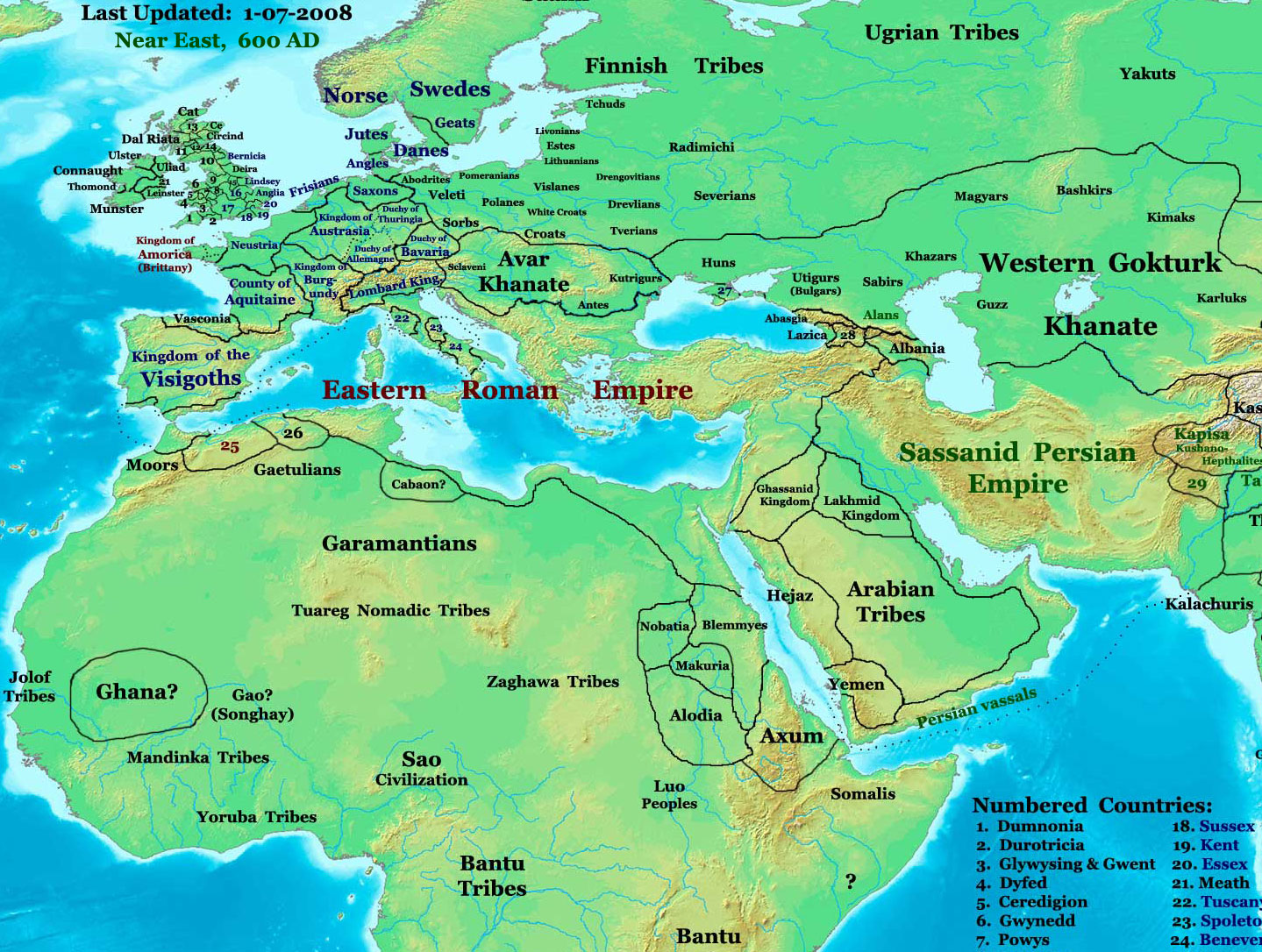
Mapa que muestra la localización del Kanato ávaro en Europa, hacia 600.

En la década de los años 580, Bayan I había establecido la supremacía sobre la mayor parte de las tribus eslavas meridionales, huno-búlgaras y las germánicas que vivían en la Panonia y en la cuenca de los Cárpatos. Cuando el Imperio bizantino fue incapaz de pagar subsidios o contratar a los mercenarios ávaros, los ávaros allanaron sus territorios balcánicos.
En el verano de 582, Bayan tomó Sirmium, una importante fortaleza en Panonia. El emperador bizantino Tiberio II le pagó un enorme tributo para salvaguardar el resto de los Balcanes y obtuvo una paz de dos años. Cuando los bizantinos se negaron a aumentar la cantidad del estipendio conforme a lo solicitado por el hijo de Bayan y su sucesor, Bayan II (desde 584), los ávaros procedieron a capturar Singidunum y Viminacium. Bayan, acompañado por eslavos, volvió a cruzar el Danubio en 585, pero fue derrotado en el verano después de avanzar hasta la Muralla Larga de Tracia. Asedió Salónica (22 de septiembre de 586 o 587), pero fue derrotado por los bizantinos en 587 cerca de Adrianópolis. Regresó en 592, tomó Anchialos (hoy Pomorje, en Bulgaria) devastando la Tracia, pero sufrieron reveses, sin embargo, durante las campañas balcánicas de Mauricio, en la década de los años 590. Finalmente el general bizantino Priscus cruzó el Danubio, le atacó en Panonia y le derrotó completamente en las orillas del río Tisza, matando a cuatro de sus hijos en 601. Bayan murió poco después en el 602.
Después de ser derrotados en su tierra natal, algunos ávaros desertaron con los bizantinos en el 602, pero el emperador Mauricio decidió no regresar a casa como era costumbre. Mantuvo su ejército acampado más allá del Danubio durante todo el invierno, y las dificultades que eso les causó provocaron una rebelión del ejército. Esto dio a los ávaros el respiro que necesitaban desesperadamente. La guerra civil que siguió provocó una invasión persa y después de 615, los ávaros disfrutaron de libertad de acción en unos Balcanes indefensos.

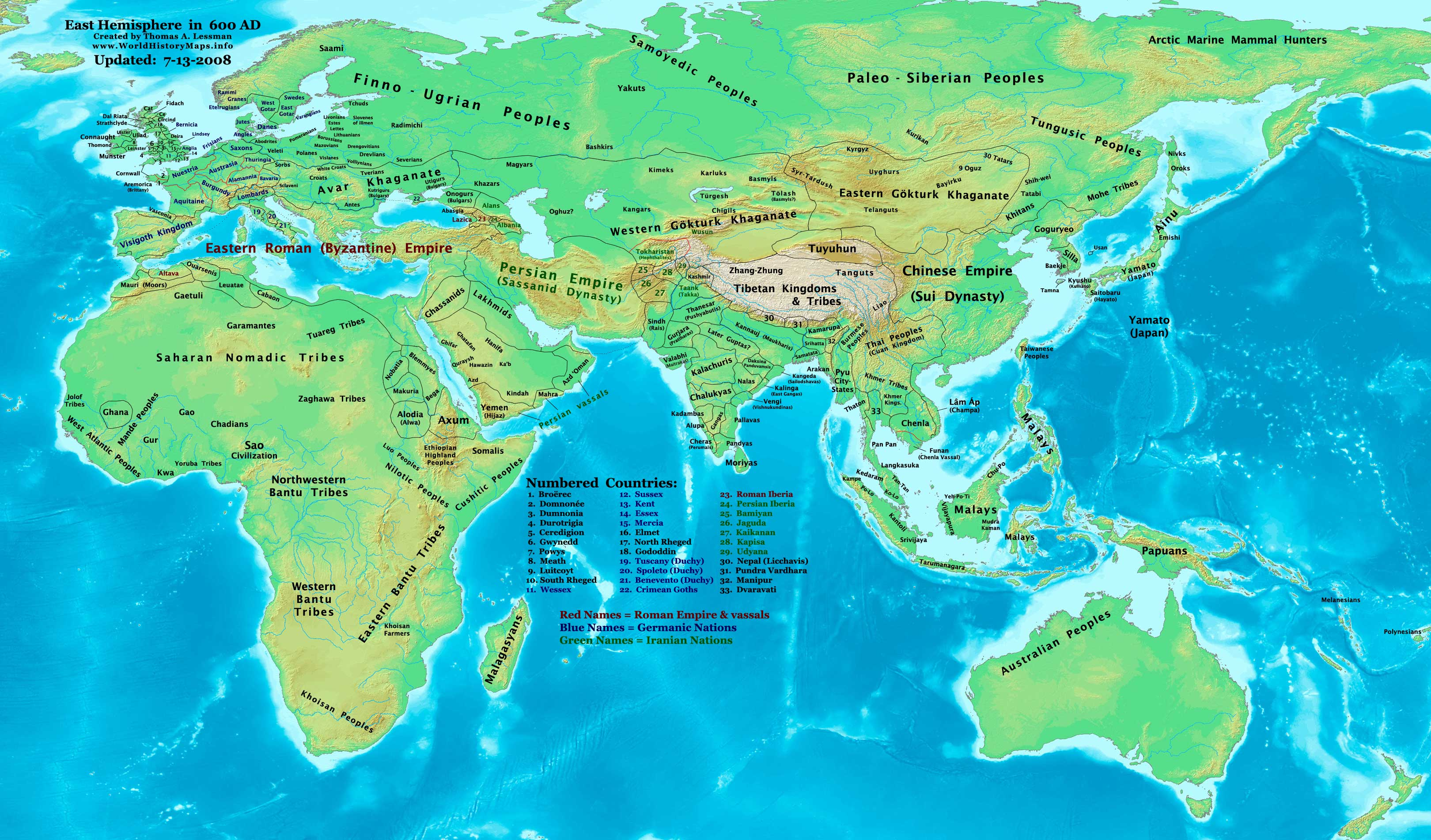
Kanato ávaro alrededor de 600

A partir de 610, su sucesor se volvió hacia el oeste y atacó Italia. Cividale, capital del ducado lombardo de Friuli, fue tomada. El duque Gisulfo II murió en la batalla y su esposa Romilda se pasó al enemigo. Los ávaros tomaron Friuli a sangre y fuego y lucharon contra el rey lombardo Agilulfo.
En 619, durante una entrevista en Heraclea de Tracia para negociar, el jagan intentó apoderarse de la persona del emperador Heraclio, y después lanzaron un ataque por sorpresa a Constantinopla, saqueando los suburbios de la ciudad y tomando 270 000 cautivos. Fueron, sin embargo, incapaces de capturar la ciudad en 617. Los pagos en oro y bienes alcanzaron la suma récord de 200 000 solidi poco antes de 626.
Se alió con los persas sasánidas en la guerra contra los bizantinos y asedió con ellos Constantinopla de junio a julio de 626, con 80 000 caballeros e infantería (cifra sin duda exagerada por los cronistas de la época), que comprendía, además de ávaros, contingentes eslavos, asiáticos y germanos. Pero la flota bizantina logró evitar que los ávaros y los persas coordinasen su acción y los ávaros fueron rechazados con grandes pérdidas (4 de agosto del 626). Esta grave derrota dañó el prestigio y el poder de los ávaros y fue la señal para la revuelta de las tribus eslavas y de las poblaciones valacas sometidas por los ávaros. Los bizantinos y francos documentan una guerra entre los ávaros y sus clientes eslavos occidentales, los wendos.
A la muerte del Qaγan vencido (630), los protobúlgaros, leales aliados hasta entonces de los ávaros, pidieron que la dignidad de Qaγan fuese atribuida a su jefe, Kubrat. Los ávaros aplastaron esta revuelta, pero debieron dejar a los búlgaros la zona norte del mar Negro, llamada Antigua Gran Bulgaria (632).
En el oeste, el franco Samo encabezó una revuelta eslava y se afirmó como caudillo de los territorios liberados: Moravia, Bohemia, la Baja Austria y la Serbia Blanca (631). En la cuenca baja del Danubio y los Balcanes, los invasores eslavos formaron los «sklavinies», pequeños principados independientes entre sí, que se intercalaron entre los "valacos" y escaparon más o menos completamente a la autoridad del emperador bizantino. Los eslavos ocuparon así la región entre el Danubio y el Sava, que perdieron los ávaros. Samo fue así el primer gobernante de una entidad política eslava, conocida históricamente como Unión Tribal de Samo o reino de Samo, aumentando su autoridad sobre las tierras al norte y al oeste del kanato a expensas de los ávaros, que rigió hasta su muerte en 658. Tras la muerte de Samo en 658, su señorío se desintegró y los ávaros recobraron su dominio sobre la frontera del Danubio, pero ya estaban en declive.
Más o menos coetáneo con el reino de Samo, Kubrat del clan Dulo encabezó un exitoso levantamiento para poner fin a la autoridad ávara en la llanura de Panonia; estableció lo que los bizantinos llamaron Patria Onoguria, «la tierra de los onogures» o Primitiva Gran Bulgaria. La guerra civil, posiblemente, una lucha por la sucesión en Onoguria entre las partidas conjuntas ávaro/búlgaras kutrigures y las fuerzas búlgaras utigures de Kubrat, duró de 631 a 632. El poder de las fuerzas ávaro/kutrigures se hizo añicos y los ávaros quedaron bajo el control de la Patria Onoguria. El cronista Fredegario registró que más de 9000 de los ávaro/búlgaros kutrigures buscaron asilo en la actual Baviera, donde los asesinó el rey franco Dagoberto I. Algunos se quedaron en Onoguria y llegaron a ser conocidos como cozarikos (todavía se supo de ellos en Transilvania incluso hasta el final de la época de la Menumorut alrededor de 895). Tras la muerte de Kubrat, trataron de aduñarse de la región, intento que precipitó la batalla de Ongala, cuyo resultado obligó a los utigures a retirarse al sur. Aquellos que quedaron entre Transilvania y Ucrania fueron asimilados por los jázaros, mientras que los cozarikos extendieron su control hacia el norte, hasta el río Volga, donde emergería el estado de la Bulgaria del Volga.[cita requerida]

### Períodos ávaro medio (670-720) y ávaro tardío (720-804)

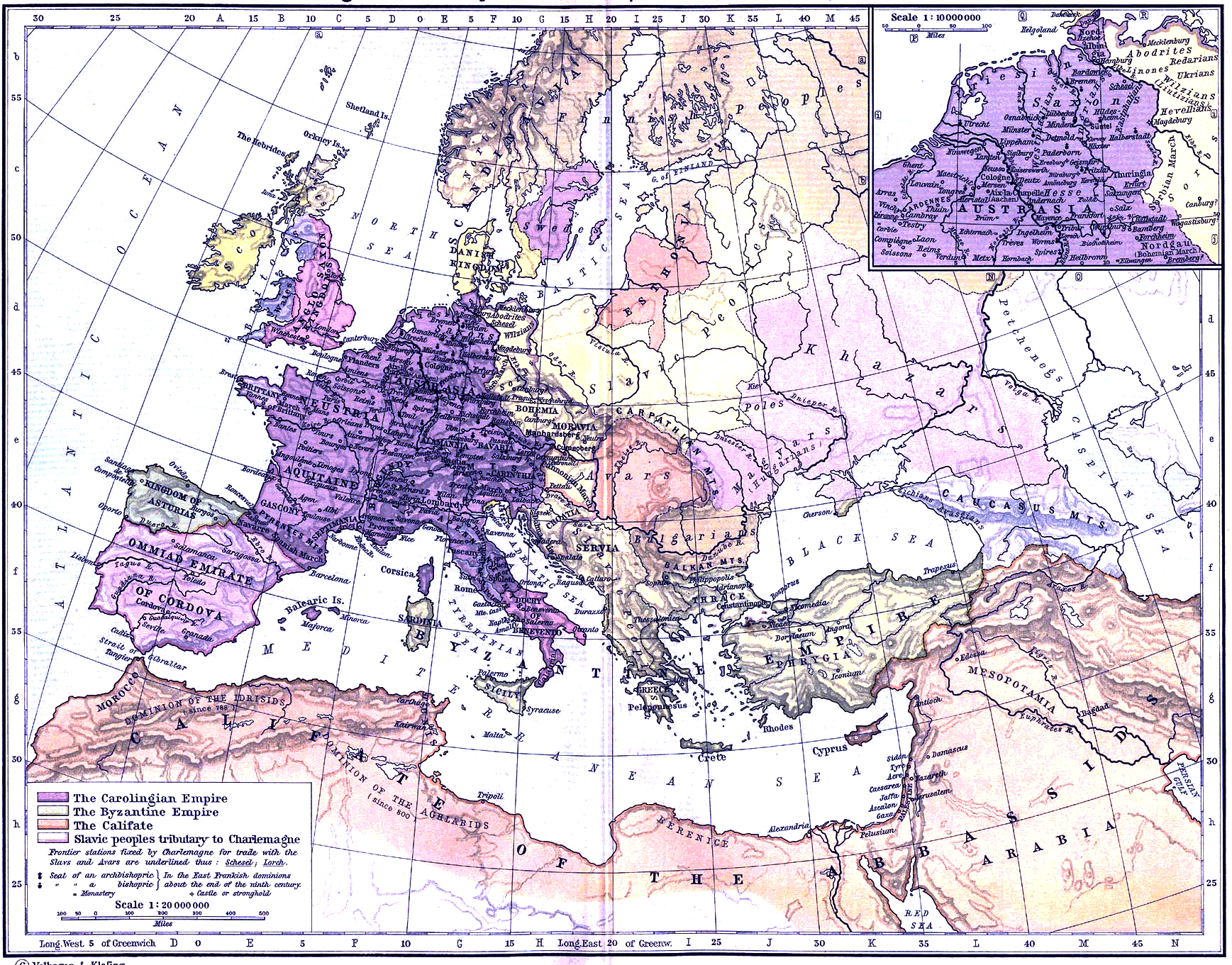
Los ávaros hacia 800

Con la muerte de Samo, algunas tribus eslavas quedaron de nuevo bajo dominio ávaro. Kubrat murió en 665 y le sucedió Batbayan de la Primitiva Gran Bulgaria. Alrededor de 670, los jázaros habían roto la unidad de la confederación búlgara, causando que algunos de los búlgaros utigures trasladasen su capital hacia el oeste. La Crónica de Viena registra que en el año 677, la tribu «hungar»" (búlgaro onogur) se había establecido de manera definitiva en Panonia. Según los Milagros de San Demetrio la alianza ávaro-eslava al norte de los Cárpatos obligó a los búlgaros a abandonar la Onoguria occidental (Sirmio) y marchar al sur más o menos al mismo tiempo que tenía lugar la batalla de Ongal al sur de los Cárpatos orientales. El período medio ávaro-búlgaro (670-720) está marcado por nuevos elementos étnicos, como las pinzas del pelo en las coletas; los sables curvos de un filo; o los amplios arcos simétricos. Los búlgaros onogures, dirigidos por un caudillo llamado Kuber, expulsados del oeste de Onoguria se trasladaron al sur y se establecieron en la actual región de Macedonia. Los búlgaros onogures/utigures, mandados por Asparukh —el padre de Tervel—, se asentaron de forma permanente a lo largo del Danubio (c. 679-681), expandiendo el Primer Imperio Búlgaro desde Onogur, Bulgaria. Aunque el imperio ávaro había quedado reducido a la mitad de su tamaño original, la nueva alianza ávaro-eslava consolidó su dominio al oeste de las partes centrales de la cuenca media del Danubio y amplió su ámbito de influencia hacia el oeste, hasta la cuenca de Viena. Los nuevos centros regionales, como los que están cerca de Ozora e Igar —condado de Fejér en Hungría— aparecieron. Esto fortaleció la base de poder de los ávaros, aunque la mayor parte de los Balcanes permaneció en manos de las tribus eslavas, ya que ni los ávaros ni los bizantinos fueron capaces de recuperar el control.[cita requerida]
El kanato en los períodos Medio y Tardío fue un producto de la simbiosis cultural entre elementos eslavos y túrquicos con una lengua eslava como lengua franca o idioma más común.
En el siglo VII, el kanato ávaro abrió una puerta para la expansión demográfica y lingüística eslava en las regiones del Adriático y del Egeo.
A principios del siglo VIII, apareció en la cuenca de los Cárpatos una nueva cultura arqueológica, llamada cultura del «grifo y zarcillo». Algunas teorías, como la teoría de la «doble conquista» del arqueólogo Gyula László, lo atribuyen a la llegada de nuevos colonos, como tempranos magiares, pero esto es aún objeto de debate. Los arqueólogos húngaros Laszló Makkai y András Móczy atribuyen esta cultura a una evolución interna de los ávaros resultante de la integración de los emigrantes búlgaros de la generación anterior a los años 670. Según Makkai y Mócsy, «la cultura material —arte, ropa, equipos, armas— de finales del periodo ávaro/búlgaro evolucionaron de manera autónoma a partir de estas nuevas bases». Muchas regiones que habían sido centros importantes del imperio ávaro habían perdido su significado, mientras que surgieron otras nuevas. Aunque restos de la cultura material ávara se encontraron en gran parte de los Balcanes del norte eso puede indicar una presencia ávara existente, que probablemente representa la presencia de eslavos independientes que habían adoptado costumbres ávaras.

### Colapso

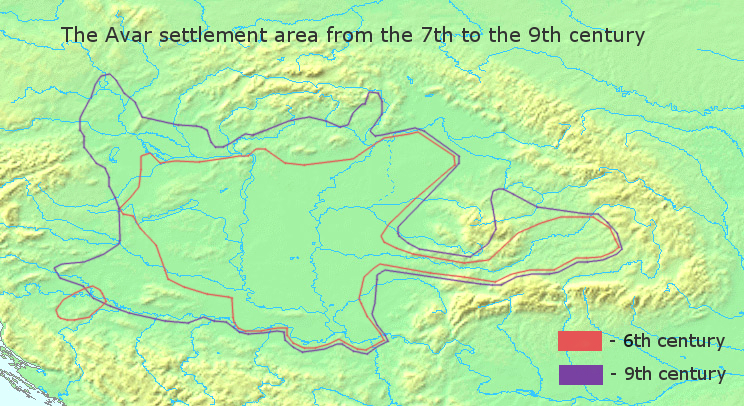
La zona de asentamiento de los ávaros desde el al, según Éva Garam

El declive gradual del poder ávaro se aceleró hasta una caída rápida en una década. Una serie de campañas de los francos en la década de los 790, liderados por Carlomagno, terminó con la conquista del reino ávaro, tomando la mayor parte de la Panonia hasta el río Tisza. La ocupación ávara se terminó cuando una fuerza eslava-croata liderada por el príncipe Vojnomir y apoyada por los francos lanzó un contraataque en 791. La ofensiva fue exitosa y los ávaros fueron expulsados de Panonia Croacia. Carlomagno venció en otra importante victoria contra los ávaros en 796. Pipino de Italia, Uno de los hijos de Carlomagno, capturó un gran campamento fortificado conocido como «El Anillo», donde estaban la mayor parte de los botines de las anteriores campañas ávaras.
Según los Annales regni Francorum, los ávaros comenzaron a someterse a los francos a partir de 796. Aún sobrevive la canción De Pippini regis Victoria Avarica que celebra la derrota de los ávaros a manos de Pipino en 796. Los francos bautizaron a muchos ávaros y los integraron en su imperio. El creciente número de datos arqueológicos de Transdanubia también indica que existió población ávara en la cuenca de los Cárpatos en el siglo IX. En 804, el Primer Imperio Búlgaro conquistó las tierras ávaras del sudeste de Transilvania y del sureste de Panonia hasta el río Danubio, al que muchos ávaros quedaron sometidos. El gran kan Teodoro, un converso al cristianismo, murió después de solicitar auxilio a Carlomagno, en el año 805; le sucedió en el título Abraham, que fue bautizado y vasallo de los francos; su nombre parece señalar que era kabar, pero puedo haber sido medio ávaro. Le sucedió Tudun Isaac, del que poco se sabe. Los francos incluyeron las tierras de los ávaros que dominaban en una marca militar. La marca de Panonia —la mitad oriental de la marca ávara— se otorgó al príncipe eslavo Pribina, quien estableció el principado de Balaton en el año 840. La marca continuó existiendo en el oeste hasta que fue dividida entre la marca de Carintia y la de Austria en 871.[cita requerida]
Según Pohl, la presencia ávara en Panonia es segura en 871, pero a partir de entonces el nombre ya no es utilizado por los cronistas: «Simplemente fue imposible conservar una identidad ávara después de que las instituciones ávaras y las altas demandas de su tradición hubiesen fracasado». Aunque Regino escribió sobre ellos en el año de 889. El creciente número de datos arqueológicos en la Transdanubia también supone una población ávara en la cuenca de los Cárpatos en el siglo IX. Los hallazgos arqueológicos sugieren una presencia ávara sustancial, tardía, en la gran llanura húngara, aunque es difícil determinar su cronología adecuada.
Varias obras bizantinas —la Notitia episcopatuumî, la Additio patriarchicorum thronorumî de Neilos Doxopatres, la Chronica de Petrus Alexandrinus o la Notitia patriarchatuum— mencionan a los ávaros en el siglo IX como una de las poblaciones cristianas existentes en la época. Los ávaros ya se habían estado mezclando con los eslavos, más numerosos, durante generaciones, y más tarde llegaron bajo el dominio de políticas externas, como las de los francos, Bulgaria y la Gran Moravia. Los ávaros de la región conocida como solitudo avarorum —que actualmente se llama el Alföld— desaparecieron en tres generaciones. Poco a poco se mezclaron con los eslavos y formaron un pueblo bilingüe de habla turco-eslava que fue sometido a la dominación de los francos; los invasores magiares encontraron este pueblo en el siglo IX. El De Administrando Imperio, escrito alrededor de 950, establece claramente la presencia de una población ávara en la región de la actual Croacia.